# Ochoz u Brna
Ochoz u Brna, bis 1950 Ochoz (deutsch: Ochos) ist eine Gemeinde in Tschechien. Sie liegt zwölf Kilometer nordöstlich des Stadtzentrums von Brno und gehört zum Okres Brno-venkov.

## Geographie
Ochoz u Brna befindet sich im Drahaner Bergland. Das von Wäldern umgebene Dorf liegt am südlichen Rand des Landschaftsschutzgebietes Moravský kras und wird vom Bach Ochozský potok durchflossen. Südlich erstreckt sich der Naturpark Údolí Říčky. Im Norden erhebt sich die Vysoká (492 m), nordöstlich die Skalka (478 m), im Süden die Lysá hora (428 m) und nordwestlich die Baba (496 m).
Nachbarorte sind Habrůvka, Křtiny, Březina und Proseč im Norden, Nový Dvůr und Lhotky im Nordosten, Hádek und Pod Hádkem im Osten, Hostěnice im Südosten, Mokrá, Horákov, Horní Mlýn und Prostřední Mlýn im Süden, Vinohrady und Maloměřice im Südwesten, Bílovice nad Svitavou, Řícmanice und Obce im Westen sowie Kanice und Babice nad Svitavou im Nordwesten.

## Geschichte
Die erste schriftliche Erwähnung der dem Prämonstratenserkloster Obrowitz gehörigen Dorfes erfolgte am 27. September 1237 in einem von Papst Gregor IX. gezeichneten Traktat über die Unantastbarkeit kirchlichen Besitzes durch weltliche Herren, nachdem beim Bruderkrieg zwischen Wenzel I. und Přemysl von Mähren eine Vielzahl von Dörfern zerstört worden war. Nach der Aufhebung des Klosters im Zuge der josephinischen Reformen wurde Ochoz 1784 Teil der weltlichen Herrschaft Obrowitz. Im selben Jahres stiftete der Religionsfonds in Ochoz eine Lokalie. Ochoz war Schul- und Pfarrort für Ubetz und vier Mühlen. 1830 verkaufte die k.k. Staatsgüter-Veräußerungs-Kommission die Herrschaft Obrowitz mit allem Zubehör meistbietend für 222000 Gulden an Franz Xaver von Dietrichstein-Proskau. 1834 bestand Ochoz aus 42 Häusern und hatte 257 Einwohner.
Nach der Aufhebung der Patrimonialherrschaften bildete Ochoz/Ochos eine Gemeinde in der Bezirkshauptmannschaft Brünn. 1905 wurde in der Schwedentischgrotte der Unterkiefer eines Neandertalers aufgefunden. 1921 wurde Ochoz dem Okres Brno-venkov zugeordnet. Am 22. Dezember 1947 erfolgte die Eingemeindung von Obce. Seit Beginn des Jahres 1951 trägt die Gemeinde den Namen Ochoz u Brna (deutsch: Ochoz bei Brno). Zwischen 1948 und 1960 war die Ochoz u Brna Teil des Okres Brno-okolí und seit 1961 gehört sie wieder zum  Brno-venkov. 1988 verlor Obce den Status eines Ortsteiles.
Nordöstlich der Gemeinde wird ein großer Kalkbruch betrieben.

## Gemeindegliederung
Für die Gemeinde Ochoz u Brna sind keine Ortsteile ausgewiesen. Zu Ochoz u Brna gehört die Ortslage Obce (Ubetz).

## Sehenswürdigkeiten
- Kirche des hl. Wenzel, errichtet 1659  als Zwischenstation am Pilgerweg zur Wallfahrtskirche Křtiny an der Stelle einer gotischen Kapelle. Zwischen 1740 und 1750 wurde die Kirche stark vergrößert.
- Ponor Estavela, in dem das Flüsschen Říčka verschwindet und unterirdisch weiterfließt, südöstlich von Ochoz
- Karsthöhle Pekárna, südlich von Ochoz bei der Einmündung des Hostěnický potok in die Říčka
- Karsthöhlen Ochozská jeskyně und jeskyně Švédův stůl (Schwedentischgrotte) im Tal der Říčka, südöstlich des Dorfes. Die Schwedentischgrotte ist ein Fundort eines Neandertalers.
- Stauweiher Pod Hádkem an der Říčka, südöstlich des Dorfes
- Quelle Kaprálova an der Horní Mlýn